# Acró
|  | Per a altres significats, vegeu «Acró (desambiguació)». |

Acró (llatí: Acro) va ser rei de la ciutat sabina de Caenina. Després del rapte de les sabines, va ser el primer que declarà la guerra a Ròmul. Va acceptar el repte que l'heroi romà li llançà i, en presència dels dos exèrcits, va tenir lloc un duel entre els dos caps. Àcron va morir a mans de Ròmul, que li va prendre l'armadura, i la consagrà a Júpiter, al Capitoli. Així va començar el costum de les Despulles Opimes, que eren les despulles d'un combat singular.